# Kat: Válečná zóna
Kat: Válečná zóna (v anglickém originále Punisher: War Zone) je americký akční film z roku 2008, který natočila Lexi Alexander podle komiksových příběhů o Punisherovi. Snímek byl původně zamýšlen jako sequel filmu Kat (2004), nicméně po odchodu původního režiséra a představitele hlavní role nakonec vznikl reboot. Do amerických kin byl tento snímek, jehož rozpočet činil 35 milionů dolarů, uveden 5. prosince 2008, přičemž celosvětově utržil 10 100 036 dolarů.

## Příběh
Před pěti lety byl policista Frank Castle společně se svou rodinou svědkem mafiánské vraždy, po níž byla jeho žena s dětmi také zabita. On unikl a jako Kat se mstí mafiánským rodinám tím, že nemilosrdně likviduje jejich členy. Při jedné akci těžce zraní Billyho Russottiho. Ten přijme přezdívku Jigsaw a společně se svým bratrem Šíleným Jimem se chce Katovi pomstít. Castle mezitím musí také čelit agentovi FBI Budianskému a rovněž se postarat o Angelu a její dceru Grace, kterým při útoku na Russottiho zabil manžela a otce – agenta v utajení.

## Obsazení
- Ray Stevenson jako Frank Castle / Kat (v originále The Punisher)
- Dominic West jako Billy Russotti / Jigsaw
- Julie Benz jako Angela Donatelliová
- Colin Salmon jako agent Paul Budiansky
- Doug Hutchison jako James Russoti / Šílenej Jim (v originále Loony Bin Jim)
- Dash Mihok jako detektiv Martin Soap
- Wayne Knight jako Linus Lieberman / Mikročip (v originále Microchip)